# Cyrba
Cyrba — род пауков из семейства пауков-скакунов. Более 10 видов.

## Распространение
Африка, Азия, Австралия.

## Описание
Длина 4 - 8 мм. Молодые паучки появляются в июле, вырастают до половины взрослого размера зимой, а полного роста достигают следующей весной. Представители рода чаще попадаются под камнями, реже бегающими на них. Пауки этого рода охотятся на других пауков и на насекомых, попавшихся в их сети. Паук вида C. algerina это единственный вид рода, который выходит на охоту ночью.

## Классификация
Выделяют более 10 видов.
- Cyrba algerina (Lucas, 1846) — Канарские острова и далее до Центральной Азии
- Cyrba armata Wesolowska, 2006 — Южная Африка
- Cyrba armillata Peckham & Peckham, 1907 — Борнео
- Cyrba bidentata Strand, 1906 — Эфиопия
- Cyrba boveyi Lessert, 1933 — Центральная Африка
- Cyrba dotata Peckham & Peckham, 1903 — Южная Африка
- Cyrba legendrei Wanless, 1984 — Мадагаскар, Коморские острова
- Cyrba lineata Wanless, 1984 — Южная Африка
- Cyrba nigrimana Simon, 1900 — Южная и Восточная Африка
- Cyrba ocellata (Kroneberg, 1875) — Сомали, Судан и далее до Китая и Австралии
- Cyrba simoni Wijesinghe, 1993 — Тропическая Африка
- Cyrba szechenyii Karsch, 1898 — Гонконг